# 恕道
恕道是中國哲學概念之一，也是普世價值。恕的意思是仁德，或可解釋為體諒。恕道相同於西方的黃金法則（Golden Rule）, 是講述對待他人要像對待自己一樣去考慮，可以分別為「推己及人」和「己所不欲勿施於人」。
這條法則隱藏在不同地區的哲學與宗教文化中，如印度、希臘、猶太、中國。可被視為解決紛爭的途徑，也是互惠理論的基礎。

## 批評
不少人批評此金科玉律。蕭伯納說過：「『沒有黃金定律』，這就是黃金定律。」他指出，各人價值觀不同，你理想中的待遇，不一定與別人的想法相同。康德指出，黃金定律並不適用於任何情況，例如囚犯正式被判定有罪入獄，根據黃金定律，犯人要求法官將他釋放，因為法官不希望被送入監獄，所以他不應該送別人入監獄。